# Le Bois-Hellain

Le Bois-Hellain este o comună în departamentul Eure, Franța. În 1 ianuarie 2022 avea o populație de 210 de locuitori.